# Chenay-le-Châtel
Chenay-le-Châtel ist eine französische Gemeinde mit 373 Einwohnern (Stand: 1. Januar 2022) im Département Saône-et-Loire in der Region Bourgogne-Franche-Comté (vor 2016 Bourgogne). Sie gehört zum Arrondissement Charolles und zum Kanton Paray-le-Monial (bis 2015 Marcigny). 

## Geographie
Chenay-le-Châtel liegt in der Landschaft Charolais. Nachbargemeinden von Chenay-le-Châtel sind Céron im Norden, Artaix im Norden und Nordosten, Melay im Osten Südosten, Vivans im Süden sowie Urbise im Westen.

## Bevölkerungsentwicklung
| Jahr                      | 1962 | 1968 | 1975 | 1982 | 1990 | 1999 | 2006 | 2011 | 2016 |
| Einwohner                 | 646  | 602  | 531  | 477  | 404  | 386  | 396  | 401  | 389  |
| Quelle: Cassini und INSEE |      |      |      |      |      |      |      |      |      |

## Sehenswürdigkeiten
- Kirche Saint-Martin aus dem 19. Jahrhundert

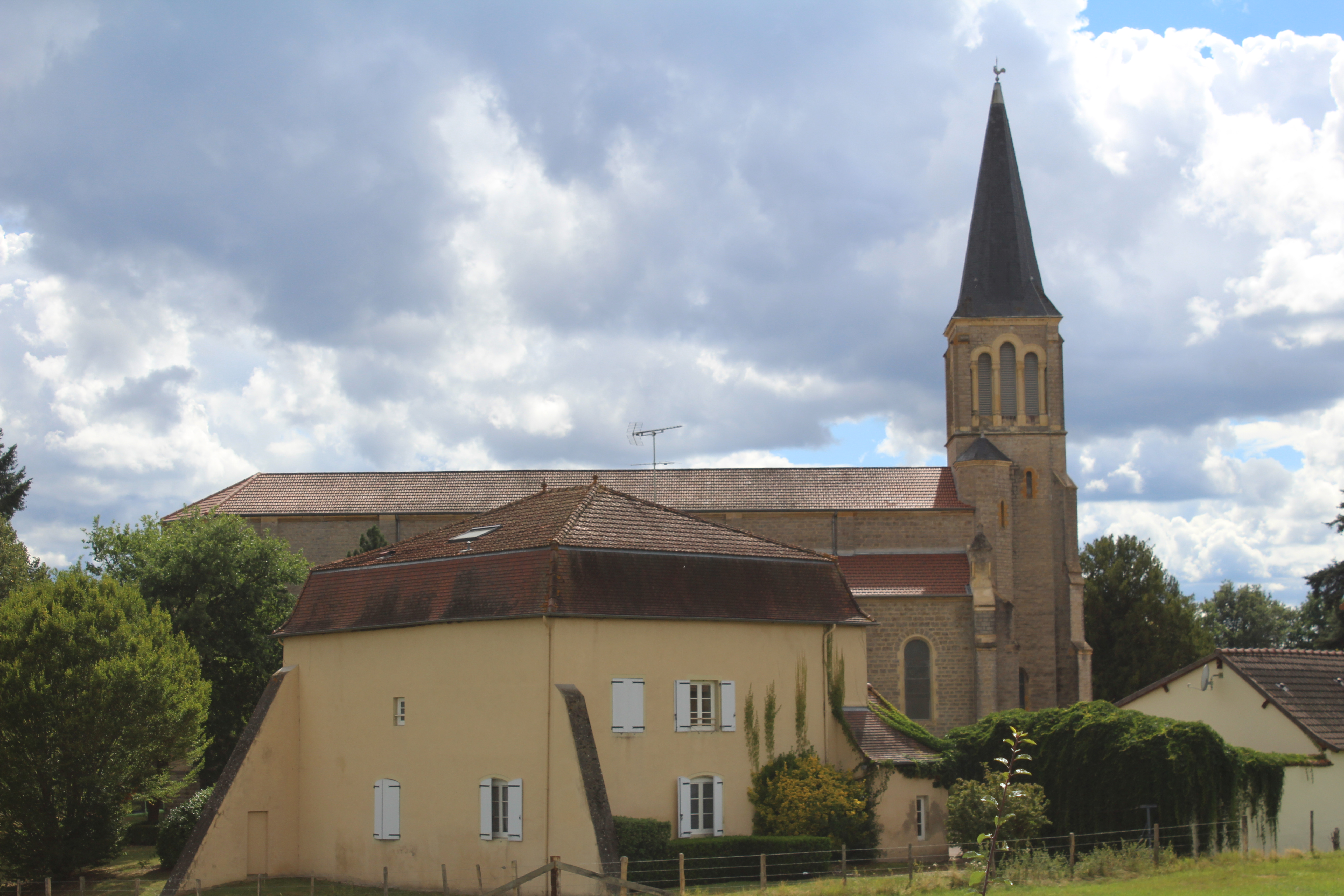
Kirche Saint-Martin